# Journal officiel (Finlande)
Le Journal officiel (finnois : Virallinen lehti ; suédois : Officiella tidningen) est le journal officiel finlandais. Créé en 1820, c'est le plus ancien journal de Finlande.

## Histoire
En 1819, Helsinki devient capitale de la Finlande et le  sénat déménage de Turku à Helsinki.
On fonde alors le Finlands allmänna tidning.
Le conseil d’État valide cette fondation lors de sa session du 26 octobre 1819.
Le premier numéro parait le 3 janvier 1820, le journal n'est alors publié qu'en suédois et s'appelle Finlands allmänna tidning. 
En 1856, le tsar Alexandre II décide de lancer une édition en finnois.
En mars 1856, parait le Suomen Julkisia Sanomia qui devint dix ans plus tard Suomen Wirallinen lehti.
De 1899 à 1917, le journal officiel sera publié en russe sous le nom Finljandskaja gazeta (russe : Финля́ндская газе́та).
C'est en 1931 qu’apparaît l'édition bilingue finno-suédoise.